# Takara no yama
Takara no yama (宝の山?) è un film del 1929 diretto da Yasujirō Ozu, oggi perduto.

## Distribuzione
Il film è stato distribuito esclusivamente in Giappone, essendo andato perduto.

### Date di uscita
- 22 febbraio 1929 in Giappone[2][3]